# John Barton
För den brittiske teaterregissören, se John Barton (regissör).

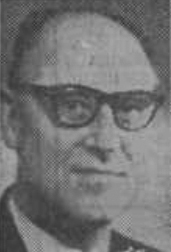
John Barton

Johan (John) Simon Barton, född 31 mars 1905 i Stockholm, död 10 januari 1990 i Lund, var en svensk arkitekt. 
Barton, som var son till byggmästare August Barton och Charlotte Eklund, utexaminerades från Tekniska skolan i Stockholm 1926 och från Kungliga Tekniska högskolan 1939. Han bedrev arkitektstudier och praktiserade i USA 1926–1931, var anställd hos arkitekt Karl Güettler i Stockholm 1932–1935, hos arkitekt Hakon Ahlberg 1935–1941, vid Flygförvaltningens byggnadsavdelning 1941–1944 och var innehavare av John Barton Arkitektkontor AB i Malmö 1945–1975 och i Lund från 1976. Han var stadsarkitekt i Svalöv från 1945 och i Sjöbo köping från 1955. Han var sakkunnig i sjukhusfrågor i samband med landstingets övertag av statliga mentalsjukhus. Av hans arbeten kan nämnas Philipsons bilpalats i bland annat Malmö och Västerås, Scans slakterianläggning i Ängelholm, kommunalhus i Skromberga, forsknings- och läkarstation i Dalby samt ett flertal sjukhem för kroniskt sjuka och läkarstationer. Han blev hedersmedborgare i New Orleans 1960.